# Lista de viagens oficiais ao exterior feitas por Guilherme, Príncipe de Gales, e Catarina, Princesa de Gales
Esta é uma lista de visitas oficiais ao exterior e turnês pela Comunidade das Nações feitas pelo Príncipe e Princesa de Gales. O Príncipe Guilherme, quando criança, realizou visitas e turnês oficiais na companhia de seus pais, os então Príncipe e Princesa de Gales. Atualmente é um dos embaixadores mais importantes do Reino Unido, atuando como representante do monarca. Sua esposa, Catarina, começou a realizar viagens oficiais ao ingressar na Família Real Britânica em abril de 2011 e, desde então, o acompanhou em visitas e conduziu seus próprios compromissos solo no exterior em nome do Reino Unido. O Príncipe e a Princesa também realizam viagens aos Reinos da Comunidade das Nações, dos quais o pai de Guilherme, Carlos III, agora é rei, como representantes do monarca ou como membros da família real do reino.

### Resumo das viagens oficiais ao exterior

#### Guilherme, Príncipe de Gales
- Uma visita: Afeganistão, Acrotíri e Deceleia, Bahamas, Belize, Butão, Botswana, China, Dinamarca, Finlândia, Índia, Irlanda, Israel, Jamaica, Japão, Lesoto, Malásia, Malta, Namíbia, Noruega, Omã, Paquistão, Palestina, Ilhas Salomão, África do Sul, Suécia, Tanzânia, Tuvalu, Vietnã.
- Duas visitas: Itália, Jordânia, Quénia, Kuwait, Polónia, Singapura, Emirados Árabes Unidos.
- Três visitas: Alemanha, Suíça.
- Quatro visitas: Austrália, Bélgica, Canadá, Estados Unidos.
- Seis visitas: Nova Zelândia.
- Sete visitas: França.

#### Catarina, Princesa de Gales

##### Viagens solo
- Uma visita: Dinamarca, Luxemburgo, Países Baixos.
- Duas visitas: França.

##### Acompanhando Guilherme
- Uma visita: Acrotíri e Deceleia, Austrália, Bahamas, Belize, Butão, Dinamarca, Alemanha, Índia, Irlanda, Jamaica, Jordânia, Malásia, Nova Zelândia, Noruega, Paquistão, Polónia, Singapura, Ilhas Salomão, Suécia, Tuvalu.
- Duas visitas: Bélgica, Canadá.
- Três visitas: França, Estados Unidos da América.